# نامی (وان پیس)
نامی (ژاپنی: ナミ, [na̠mʲi]), همچنین با نام "Cat Burglar" Nami نیز شناخته می‌شود، یک شخصیت داستانی در فرنچایز وان پیس ساخته‌شده توسط ائیچیرو اودا است. او بر اساس آن و سیلک، دو شخصیت از مانگای قبلی اودا به نام رومنس دان ساخته شده‌است. او به عنوان یک دزد و جیب بر معرفی شده که مهارت‌های نقشه‌نگاری، هواشناسی و ناوبری را دارد.